# La Clota
La Clota – miejscowość w Hiszpanii, w Katalonii, w prowincji Lleida, w comarce Baixa Cerdanya, w gminie Prullans.
Według danych INE w 2020 roku liczyła 2 mieszkańców – 1 mężczyzn i 1 kobietę. 